# Enrico Micheli
Enrico Luigi Micheli (Terni, 16 maggio 1938 – Terni, 21 gennaio 2011) è stato un economista, scrittore e politico italiano, già Ministro dei lavori pubblici nel governo D'Alema I.

## Biografia
Laureatosi in giurisprudenza all'Università degli Studi di Siena, ha cominciato la sua attività da manager con Alitalia nel 1963 per passare in seguito all'Intersind e all'IRI, dove nel 1980 è diventato vicedirettore responsabile delle relazioni industriali. Dopo pochi anni Micheli arriva a essere condirettore centrale, occupandosi di direzione del personale e politiche del lavoro. Nel febbraio del 1987 è stato nominato direttore centrale, responsabile della direzione politiche del lavoro e sviluppo risorse mentre nel giugno del 1993 Micheli è nominato direttore generale dell'IRI.
Membro del Partito Popolare Italiano, nonché stretto collaboratore dell'ex presidente dell'IRI Romano Prodi, Micheli è stato uno dei fondatori della coalizione L'Ulivo.
Dopo la vittoria de L'Ulivo di Prodi alle elezioni politiche del 1996, e il successivo incarico di formare un esecutivo presieduto da Prodi stesso, Micheli viene proposto da Prodi come Sottosegretario di Stato alla Presidenza del Consiglio dei ministri con le funzioni di segretario del Consiglio dei ministri. Il giorno successivo, il 18 maggio 1996, giura nelle mani del Presidente della Repubblica Oscar Luigi Scalfaro come Segretario di Stato nel primo governo Prodi, incarico che mantiene fino alla sua fine. È stato sottosegretario alla presidenza del consiglio dei ministri con funzioni di segretario del consiglio durante i governi D'Alema II e Amato II.
Nel 1999 aderisce alla nuova formazione dei Democratici. Viene confermato alla tornata successiva nelle file della Margherita (2001-2006). Sostituisce nella XIII legislatura alla Camera il dimissionario Paolo Raffaelli.
Con la nascita dell'esecutivo presieduto da Massimo D'Alema, il 21 ottobre 1998 giura nelle mani del Presidente della Repubblica Scalfaro come ministro dei lavori pubblici nel primo governo D'Alema de L'Ulivo. 
Dal 2006 al 2008 è stato sottosegretario alla presidenza del consiglio con delega alle informazioni per la sicurezza nel secondo governo Prodi. 
Muore all'età di 72 anni all'Ospedale di Terni, il 21 gennaio 2011, dopo una lunga malattia. I funerali sono stati celebrati il giorno successivo dal vescovo di Terni monsignor Vincenzo Paglia, presso la Basilica di San Francesco a Terni.

## Opere
- L'ultimo «liberal». Alla ricerca del cambiamento tra un secolo e l'altro (raccolta di articoli apparsi sulla stampa), Edimond, 2009 ISBN 9788850004447

Romanzi e narrativa
- Lo stato del cielo, Rai Eri (1993) ISBN 9788839707819
  - 2ª edizione, Sellerio (2002) ISBN 9788838917592
- Il ritorno di Andrea (1995)
- La gloria breve (1997)
- L'uomo con il Panama, Sellerio (1998) ISBN 9788838914645
- Federico e i colori della giovinezza (2000) ISBN 9788838915970
- L'annunziata (2001) ISBN 9788838916083
- Le scale del Paradiso (2003) ISBN 9788838918643
- Il palazzo del Papa (2005) ISBN 9788838920844
- Italo, Sellerio (2007) ISBN 9788838921872
- La casa sulla duna, Palomar, ISBN 9788876003530
- Quando dalla finestra si vedeva l'Eur e noi sognavamo la rivoluzione (racconti), Sellerio (2010) ISBN 9788838924613